# Неджмие Парагуша
Неджмие Парагуша (на албански: Nexhmije Pagarusha) е югославска и косовска певица и актриса (косовска албанка). Често е наричана „Кралица на албанската музика“.

## Биография
Родена е на 7 май 1933 г. в малкото село Парагуша, близо до град Малишево, Кралство Югославия. Завършва основно училище в Малишево, след това заминава за Белград, където в продължение на три години учи в музикално училище. Започва музикалната си кариера като певица през 1948 г. в радио „Прищина“.
По време на почти 40-годишната си музикална кариера изпълнява произведения от различни жанрове: от народна музика до класическа и оперна. В рецензии на музикални критици, които дават високи оценки на нейната работа, е наричана с различни псевдоними: „Косовски славей“, „Кралицата на албанската музика“, „Мадам Бътерфлай“ и др.
Популярна е не само в Косово, но и в други европейски страни и региони. Изнася концерти в Албания, Босна и Херцеговина, Северна Македония, България и др. Участва в няколко турнета заедно с музикалния ансамбъл „Шота“. В Косово ѝ е присъдена почетната титла „Изпълнител на века“.
Една от най-популярните ѝ песни е „Бареша“. Музиката в нея е написана от съпруга ѝ Реджо Мулики, автор на текста е Рифат Кукай. Освен това изпълнява много роли в различни спектакли и филми, за което получава множество награди за актьорската си дейност.
Прекратява музикалната си кариера през 1984 г. след голям концерт в Сараево. През 2000 г., 16 години след последният ѝ концерт, се завръща за кратко на сцената, изпълнявайки песента Për ty в албанско телевизионно шоу. Работи като старши музикален съветник в „Радио Косово“ и „Радио Блу скай“ в Прищина.
През ноември 2012 г. президентът на Албания Буяр Нишани я удостоява с ордена „Чест на нацията“.